# Welsh-Pony
Die Welsh-Ponys stammen aus der Region Wales in Großbritannien und gehören heute zu den beliebtesten Reitponys in Europa. Sie werden unterteilt in die Gruppen Welsh-Mountain-Pony − auch Welsh-Pony Sektion A −, Welsh-Pony Sektion B und C sowie den Welsh-Cob − auch Welsh-Pony Sektion D.
Hintergrundinformationen zur Pferdebewertung und -zucht finden sich unter: Exterieur, Interieur und Pferdezucht.

## Allgemeines
Die Welsh-Rasse ist in vier Sektionen und die Partbred unterteilt. Als Partbred gelten alle Ponys, die mindestens 12,5 % Welshblut haben. Welsh-Ponys werden in allen Farben, ausgenommen Schecken, gezüchtet. Die Stutbücher sind seit 1960 geschlossen, das heißt, es werden keine Tiere fremder Rassen mehr eingekreuzt. In Deutschland gibt es etwa 2.500 Zuchttiere dieser Rasse.
Das Mutterstutbuch wird von der Welsh Pony & Cob Society (WPCS) in Wales geführt.

## Sektion A, Welsh-Mountain-Pony

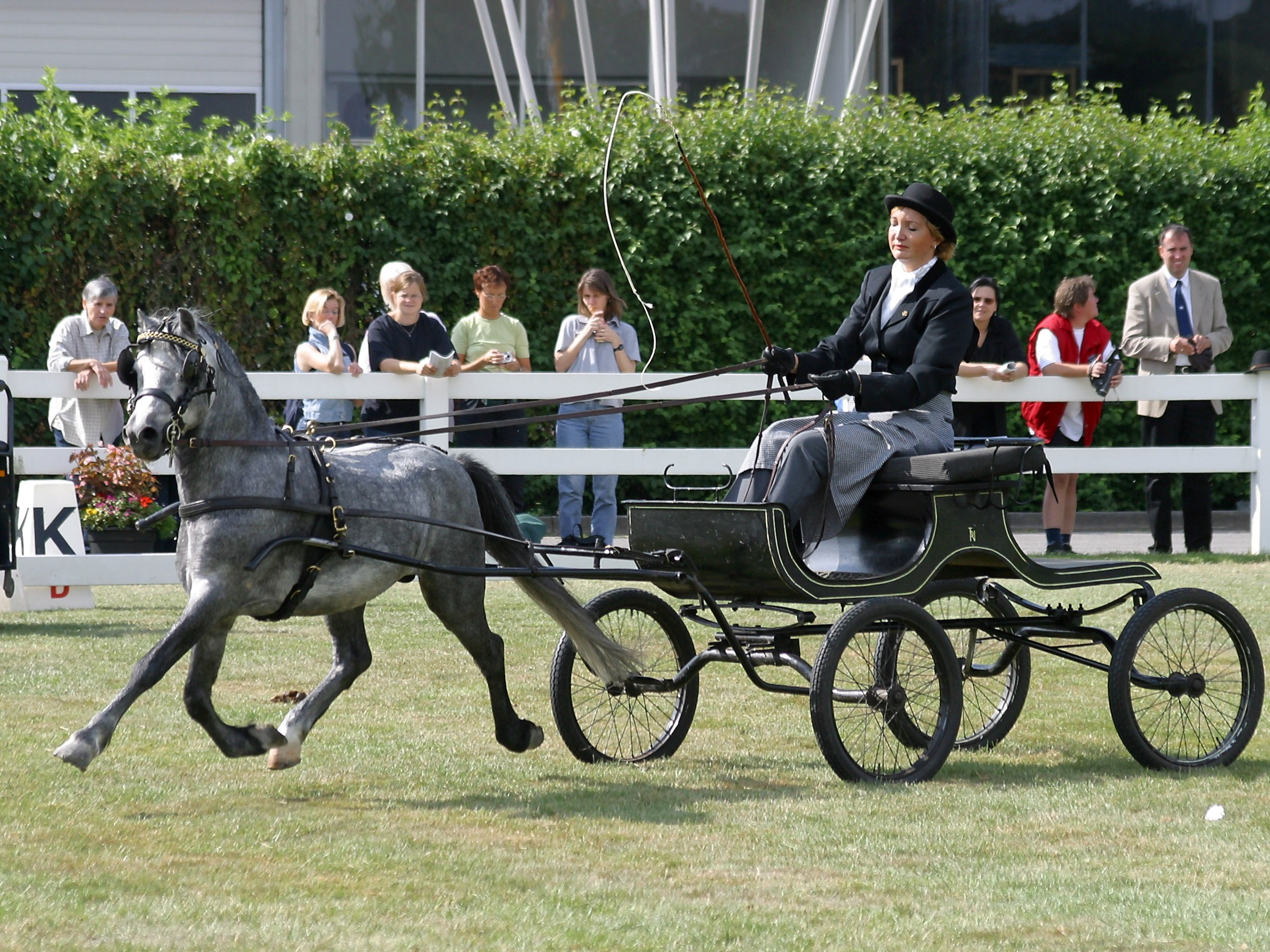
Welsh A im Buggy

Einige bekannte Welsh-Mountain-Ponys wurden seit Ende der 1980er Jahre auch in Deutschland gezüchtet. Im frühen 19. Jahrhundert wurden sie als Grubenponys in Kohlegruben eingesetzt:
- Stockmaß bis 122 cm -
- die übrigen Sektionen stammen vom Welsh-Mountain-Pony ab -
- das Welsh-Mountain ist aufgrund seiner geringen Größe ein ideales Pony für kleine Kinder und Anfänger, außerdem verfügt es über hervorragende Fahreigenschaften.

Das Pony ist ein sehr gutes Spring- und Dressur-Pony.
Auf Grund des geschlossenen Stutbuchs müssen Vater- und Muttertier eines Welsh-A Ponys immer auch Welsh-A gewesen sein.

## Sektion B, Welsh-Pony
- Stockmaß bis 137 cm -

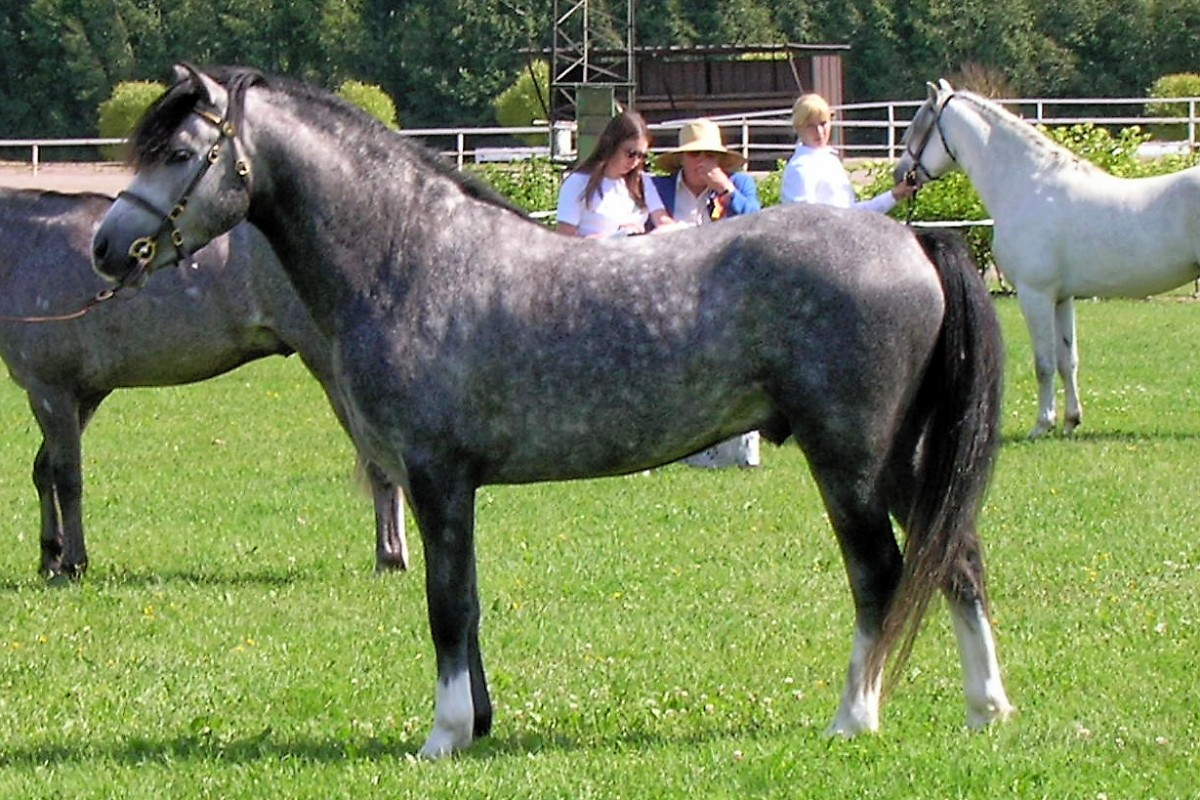
Dreijähriges Welsh B

- entstand durch Kreuzung des Welsh-Mountain mit Englischen Vollblütern -
- ist etwas mehr ein Reitponytyp als das Welsh-Mountain, deshalb ein beliebtes Turnierpony für Kinder und Jugendliche -
- ist sehr zierlich, freundlich, intelligent, mutig, gutmütig, energisch, gehfreudig -
- geeignet für Springen, Dressur, Vielseitigkeit, Fahren und als Freizeitpony -
- Schimmel, Füchse, Braune, Rappen, Isabellen und Falben -
- hat einen edlen, anmutigen Kopf, einen schönen langen Hals, einen leicht geschwungenen Rücken, eine melonenförmige Kruppe und kräftige, trockene Gliedmaßen -
- verfügt über ausgezeichnete Grundgangarten und ein hervorragendes Springvermögen.

Die Elterntiere eines Welsh-B Ponys müssen immer entweder beide Welsh-B, oder eines Welsh-B und eines Welsh-A sein.

## Sektion C, Welsh-Pony im Cob-Typ
- Stockmaß bis 137 cm

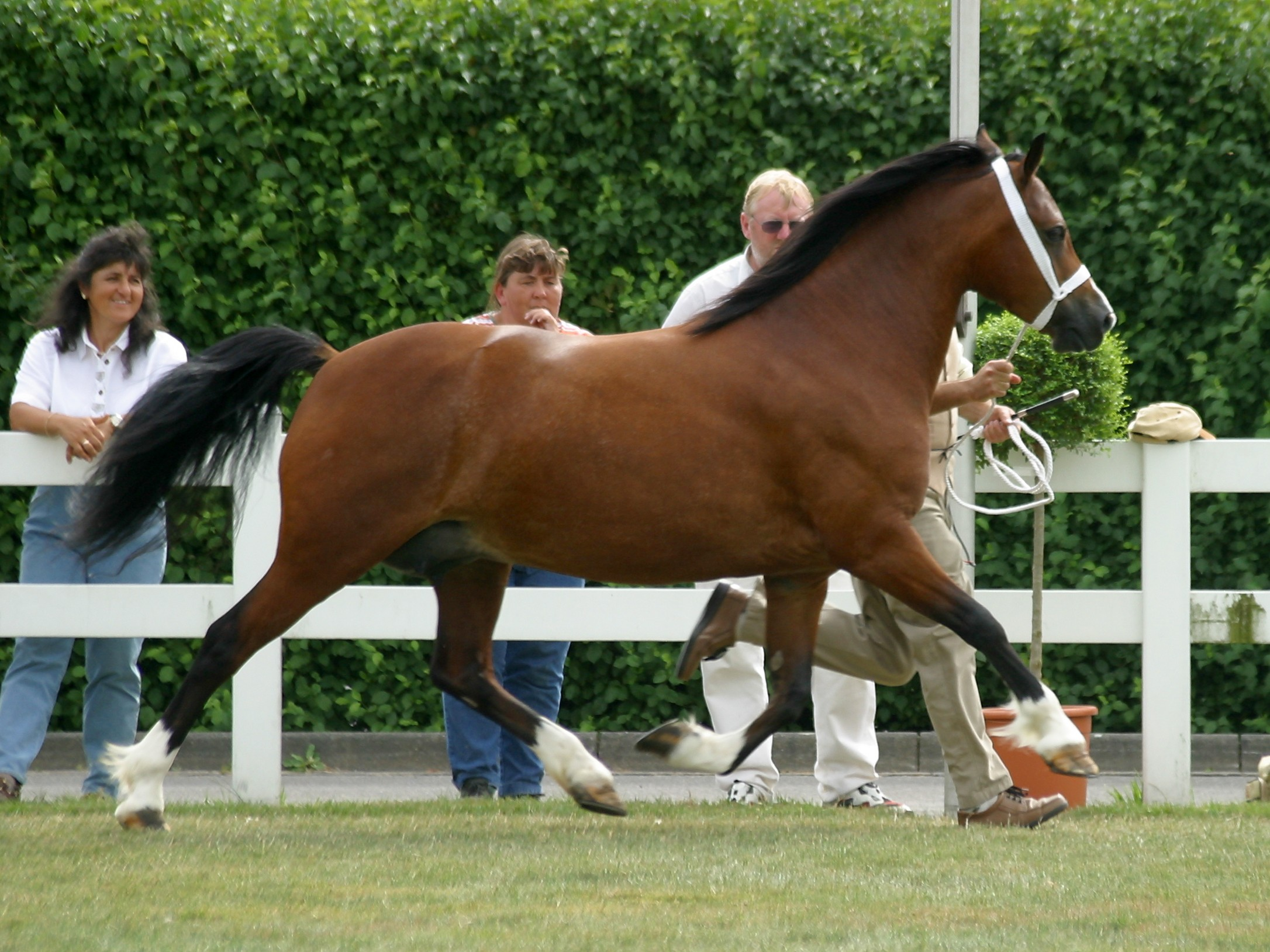
Welsh C an der Hand

- etwas stämmiger als das Welsh-Pony, Sektion B
- Kötenbehang erwünscht
- Verwendung: Springen, Jagd, Trekking, Wanderreiten, beliebtes Fahrpony, Reitpony für Jugendliche (und Erwachsene)
- ist ein intelligentes, mutiges, anspruchsloses und zuverlässiges Pony
- oft Schimmel, Füchse, Braune, Rappen, Isabellen und Falben
- Welsh-Ponys sind oft schnell und haben einen anmutigen, schwebenden Trab.

Das Welsh-Pony im Cob Typ kann aus folgenden Elternpaarungen stammen: A - C, A - D, C - C, C - D. Die Paarung C - D darf dabei maximal 137 cm Stockmaß erreichen.

## Sektion D, Welsh Cob

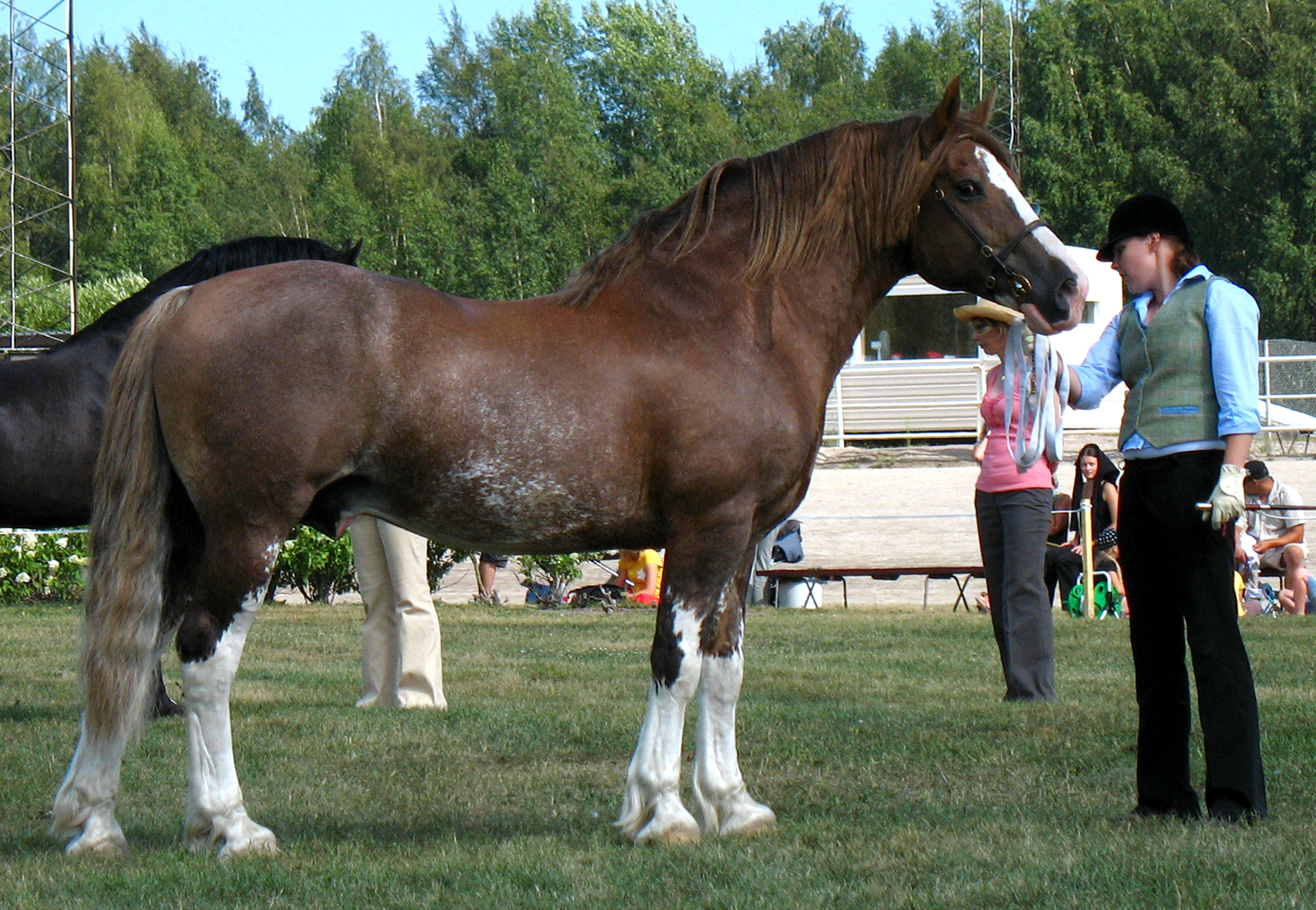
Vierzehnjähriger Welsh-D-Hengst

Welsh Cobs sind die größten der Welsh-Ponys. Ihr Name Cob leitet sich vom Walisischen Wort für Klotz oder Brocken ab. Bei einem Stockmaß von ca. 1,50 m zeichnen sie sich durch ein kräftiges Fundament und starke Bemuskelung aus. Der Welsh Cob hat außerdem zumeist einen besonders ausgeglichenen Charakter:
- ab 137 cm Stockmaß, meistens zwischen 145 und 155 cm -
- vielseitiges Pferd für Familie, Freizeit und alle Sparten des Sports -
- verfügt über gute Springanlagen -
- sehr kraftvoll und ausdauernd -
- neben Braune, Rappen, Füchse (teils mit hellem Langhaar) findet man auch Isabellen

Der Welsh Cob ist entweder eine Kreuzung zweier Welsh Cobs, eines Welsh C mit einem Welsh Cob oder das Ergebnis der Anpaarung eines Welsh C mit einem Welsh D, falls er größer als 137 cm ist. Aus der Anpaarung Welsh A mit Welsh D wird immer ein Welsh C.